# Okezone.com
Okezone.com je indonéský zpravodajsko-zábavní portál. Server publikuje články na různá témata, včetně sportu, obecných zpráv, kuchyně, světu celebrit, životního stylu, politiky, mezinárodních události, ekonomiky a muslimského světa. Byl spuštěn v roce 2007. Vlastní ho firma Media Nusantara Citra, do jejíhož portfolia patří rovněž řada televizních stanic (RCTI, MNCTV a GTV).
Podle publikace The SAGE International Encyclopedia of Mass Media and Society jde o jeden z nejčtenějších indonéských zpravodajských serverů. V červnu 2021 se jednalo o druhý nejpopulárnější web v zemi a zároveň portál patří mezi stovku nejsledovanějších webů na světě (podle žebříčku Alexa Internet).